# دانيال كوهن (كاتب)
دانيال كوهن (بالفرنسية: Daniel Cohen)‏ هو اقتصادي وكاتب سيناريو فرنسي، ولد في 16 يونيو 1953 في تونس في تونس.